# Kangaamiut atuarfiat
Kangaamiut atuarfiat er den eneste folkeskole i bygden Kangaamiut, tidligere i Maniitsoq Kommune nuværende Qeqqata Kommune, på vestkysten af Grønland.
Der er 43 elever i skolen og skolen har seks lærere og to timelærere. Klasserne er fordelt i forskellige aldersklasser: 1-2-3 klasser, 4-5-6-7 klasser, 8-9 klasser og 10. klasse.
Skolens bestyrelse består af fem medlemmer.
De er én køkkenleder/børnepasser.
Skoleleder er Barnabas Larsen.